# Nguyễn Xuân Thịnh
Nguyễn Xuân Thịnh (1929 - 1998) nguyên là một tướng lĩnh Bộ binh của Quân lực Việt Nam Cộng hòa cấp bậc Trung tướng. Ông xuất thân từ trường Võ bị Liên quân do Chính phủ Quốc gia Việt Nam mở ra ở Cao nguyên Trung phần Việt Nam. Chuyên môn quân sự của ông là ngành Pháo binh. Trong suốt chiều dài 25 năm phục vụ trong Quân đội, có 9 năm ông chuyển ngành đi giữ chức vụ chỉ huy các đơn vị Bộ binh. Thời gian còn lại ông hoàn toàn phục vụ cho chuyên ngành của mình. Ông là một sĩ quan rất có ý thức về trách nhiệm, luôn làm tròn trọng trách của mình ở bất cứ một chức vụ nào khi đã được giao phó.

## Tiểu sử & Binh nghiệp
Ông sinh vào tháng 1 năm 1929 trong một gia đình gia giáo khá giả tại Hưng Yên, miền Bắc Việt Nam. Lúc nhỏ, ông học Tiểu học ở Hưng Yên, khi lên Trung học, ông được gia đình cho đi học ở Hà Nội. Năm 1949, ông tốt nghiệp Trung học Phổ thông chương trình Pháp tại Hà Nội với văn bằng Tú tài bán phần (Part I).

### Quân đội quốc gia Việt Nam
Cuối tháng 9 năm 1950, thi hành lệnh động viên của Quốc trưởng Bảo Đại, ông nhập ngũ vào Quân đội Quốc gia, mang số quân: 49/300.365. Theo học khóa 3 Trần Hưng Đạo tại trường Võ Bị Liên Quân Đà Lạt, khai giảng ngày 1 tháng 10 năm 1950. Ngày 25 tháng 6 năm 1951 mãn khóa tốt nghiệp với cấp bậc Thiếu úy hiện dịch. Ra trường ông được chọn về ngành Pháo binh. Tiếp tục theo học lớp căn bản Pháo binh tại Trung tâm Huấn luyện Pháo binh ở Phú Lợi, Thủ Dầu Một, tháng 1 năm 1952 mãn khóa. Sau đó ông được chuyển đi làm Trung đội trưởng thuộc Pháo đội 3 đồn trú tại Bắc Ninh.
Tháng 2 năm 1953, ông được thăng cấp Trung úy, được cử giữ chức Pháo đội trưởng Pháo đội 1, đồn trú ở Vân Trì. Tháng 5 cùng năm, Pháo đội 1 di chuyển từ Vân Trì về Bắc Não. Ông chuyến sang làm Pháo đội trưởng Pháo đội 2, hoán chuyển nhiệm vụ với Trung úy Lâm Quang Thi về làm Pháo đội trưởng Pháo đội 1. Tháng 10 năm 1954, ông được thăng cấp Đại úy, được cử làm Tiểu đoàn trưởng Tiểu đoàn 3 Pháo binh.

### Quân đội Việt Nam Cộng hòa
Tháng 11 năm 1955, sau khi chuyển qua quy chế Quân đội Việt Nam Cộng hòa, ông được thăng cấp Thiếu tá và chuyển đi làm Trưởng khoa Huấn luyện Vũ khí tại Liên trường Võ Khoa Thủ Đức. Thượng tuần tháng 2 năm 1959, ông được cử đi du học khóa 2 lớp Sĩ quan Tiền sát Pháo binh tại trường Pháo binh và Vũ khí (Artillery and Missile School), Fort Still, Oklahoma, Hoa Kỳ. Hai tháng sau mãn khóa về nước tiếp tục phục vụ ở Liên trường Võ khoa. Tháng 10 cùng năm, ông được thăng cấp Trung tá tại nhiệm. Đầu năm 1961, ông được cử làm Chỉ huy trưởng Pháo binh trong Bộ tư lệnh Hành quân của Bộ Tổng tham mưu do Trung tướng Dương Văn Minh làm Tư lệnh. Đầu năm 1963, ông được cử đi du học khóa Chỉ huy Tham mưu (niên khóa 1963 - 1) tại Học viện Fort Leavenworth, Kansas, Hoa Kỳ (khai giảng vào đầu tháng 8 và thụ huấn 16 tuần). Đầu tháng 5 cùng năm, mãn khóa về nước ông được cử làm Tư lệnh phó Sư đoàn 23 Bộ binh do Đại tá Lê Quang Trọng làm Tư lệnh. Sau cuộc đảo chính Tổng thống Ngô Đình Diệm (ngày 1 tháng 11 năm 1963), ngày 3 tháng 11 ông được thăng cấp Đại tá tại nhiệm. Sau đó, Sư đoàn 23 Bộ binh thay đổi Tư lệnh, ông tiếp tục làm cấp phó cho tân Tư lệnh là Đại tá Hoàng Xuân Lãm
Đầu tháng 10 năm 1964, ông Xử lý thường vụ Tư lệnh Sư đoàn 23 Bộ binh tạm thay Đại tá Hoàng Xuân Lãm cho tới khi Đại tá Lữ Lan về nhận chức Tư lệnh Sư đoàn vào ngày 14 tháng 10. Sau đó 10 ngày (24 tháng 10), ông được bổ nhiệm chức vụ Tư lệnh Sư đoàn 22 Bộ binh thay thế Trung tá Nguyễn Văn Hiếu đi làm Tham mưu trưởng Quân đoàn II & Vùng 2 Chiến thuật. Ngày 1 tháng 11 cùng năm ông được thăng cấp Chuẩn tướng tại nhiệm.
Ngày 1 tháng 3 năm 1965, ông nhận lệnh bàn giao Sư đoàn 22 lại cho Đại tá Nguyễn Thanh Sằng để về miền Đông Nam phần giữ chức vụ Tư lệnh phó Lãnh thổ Quân đoàn III và Vùng 3 Chiến thuật do Thiếu tướng Cao Văn Viên làm Tư lệnh. Tháng 1 năm 1968, ông được bổ nhiệm chức vụ Tư lệnh Sư đoàn 25 Bộ binh, hoán chuyển nhiệm vụ với Thiếu tướng Phan Trọng Chinh. Ngày Quân lực 19 tháng 6 cùng năm, ông được thăng cấp Thiếu tướng tại nhiệm. Đến ngày 1 tháng 7 năm 1971, ông được thăng cấp Trung tướng tại nhiệm.
Tháng giêng năm 1972, ông chính thức bàn giao Sư đoàn 25 lại cho Đại tá Lê Văn Tư. Một tháng sau, ông được bổ nhiệm làm Chỉ huy trưởng Bộ chỉ huy Pháo binh Trung ương thay thế Chuẩn tướng Phan Đình Soạn đi nhận chức vụ Tư lệnh phó Đặc trách Hành quân Quân đoàn I.
- Binh chủng Pháo binh vào thời điểm tháng 3 và 4/1975, nhân sự của Bộ chỉ huy Trung ương và các đơn vị phối thuộc Quân khu, Biệt khu được phân bổ trách nhiệm như sau:
-Chỉ huy phó - Đại tá Dương Thái Đồng[7]
-Phụ tá Chỉ huy trưởng - Đại tá Phan Đình Tùng[8]
-Tham mưu trưởng - Đại tá Nguyễn Văn Thi[9]
-Chỉ huy Trường Pháo binh - Đại tá Hồ Sĩ Khải[10]
-Chỉ huy Pháo binh Quân đoàn I - Đại tá Phạm Kim Chung[11]
-Chỉ huy Pháo binh Quân đoàn II - Đại tá Nguyễn Ngọc Sáu[12]
-Chỉ huy Pháo binh Quân đoàn III - Đại tá Lê Văn Trang[13]
-Chỉ huy Pháo binh Quân đoàn IV - Đại tá Nguyễn Văn Thọ[14]
-Chỉ huy Pháo binh Biệt khu Thủ đô - Trung tá Nguyễn Đạt Sinh[15]

## 1975
Ngày 30 tháng 4, ông cùng với gia đình di tản khỏi Việt Nam. Sau đó sang Mỹ định cư tại Hawthorn, California.
Ngày 8 tháng 4 năm 1998, ông từ trần tại nơi định cư. Hưởng thọ 69 tuổi.

## Huy chương
-Bảo quốc Huân chương đệ nhị đẳng (ân thưởng)
-Nhiều huy chương quân sự, dân sự của Việt Nam Cộng hòa và các quốc gia đồng minh.

## Gia đình
- Phu nhân: Bà Âu Kim Ngọc
- Các con: Nguyễn Xuân Hòa, Nguyễn Thị Kim Chi, Nguyễn Thị Kim Nhung, Nguyễn Thị Kim Khánh, Nguyễn Thị Kim Phượng và Nguyễn Xuân bình